# Ruhuhu
Ruhuhu è una circoscrizione rurale (rural ward) della Tanzania situata nel distretto di Ludewa, regione di Njombe. Conta una popolazione di 3 821 abitanti (censimento 2012).